# Brian Priestman

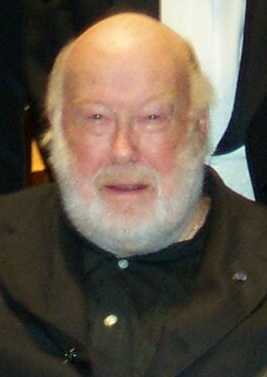
Brian Priestman en 2003.

Brian Priestman (10 de febrero de 1927 - 18 de abril de 2014) fue un director de orquesta y educador musical británico.

## Biografía
Priestman nació en Birmingham, Inglaterra. Estudió en la Universidad de Birmingham y en el Conservatorio Real de Bruselas, Bélgica.
Fundó y fue director principal de la Ópera de Cámara y la Orquesta de Cámara en Birmingham, y director musical de la Royal Shakespeare Theatre en Stratford-upon-Avon (1960-1963). Fue director musical de la Orquesta Sinfónica de Edmonton (1964-1968), director musical de la Sociedad Handel de Nueva York (1966-1970), Director Residente de la Orquesta Sinfónica de Baltimore (1968-1970), director musical de la Orquesta Sinfónica de Denver (1970-1978), director Titular de la Orquesta Nacional de Nueva Zelanda (1973-1976), director musical de la Filarmónica de Florida (1977-1980), director Titular de la Sinfónica de Ciudad del Cabo (1980-1986), y el principal director invitado de la Orquesta Sinfónica de Malmö (1988-1990). Sus últimas actuaciones como director tuvo lugar en Edmonton, en octubre de 2003.
El 18 de abril de 2014, murió en su casa de Broze, Francia.